# Bataille de Clitheroe
Batailles
La bataille de Clitheroe oppose une force écossaise à une force de chevaliers anglo-normands locaux, le 10 juin 1138 durant l'Anarchie.

## Historique
Elle se déroule au sud des Bowland Fells, à Clitheroe, dans le Lancashire. Elle intervient alors que David Ier d'Écosse a de nouveau envahi le Nord de l'Angleterre. Durant l'été 1138, David partage son armée en deux. Une partie de ses forces, dirigée par William fitz Duncan, mormaer de Moray, marche sur le Lancashire. Elle pille Craven et s'enfonce jusqu'à Furness où les terres de l'abbaye, fondée par Étienne d'Angleterre, sont ravagées.
Le 10 juin, William fitz Duncan se retrouve face à une force locale de chevaliers et de fantassins anglo-normands. S'entame alors une bataille dont les Écossais sortent vainqueurs. Cette bataille précède la bataille de l'Étendard qui se tient l'été suivant et a une issue opposée.

## Sources
- (en) Richard Duncan Oram, David I : the king who made Scotland, Stroud, Tempus, coll. « Revealing history », 2004, 255 p. (ISBN 978-0-7524-2825-3), p. 132-133.
- (en) David Crouch, The reign of King Stephen, 1135-1154, Londres, Routledge, Taylor and Francis, 2014, 399 p. (ISBN 978-1-317-89297-7, lire en ligne), p. 81.